# Азимут (авиакомпания)
Азимут (юридическое название — АО «Авиакомпания АЗИМУТ») — российская авиакомпания, базирующаяся в Ростове-на-Дону. Ввиду установления в основном сравнительно невысокой базовой стоимости билетов с предоставлением всех остальных услуг на платной основе, фактически «Азимут» является бюджетной авиакомпанией (лоукостером), одной из трёх действующих в России после компаний «Победа» и «Smartavia».
С 7 декабря 2017 года авиакомпания стала базовым перевозчиком нового аэропорта «Платов» Ростовской области.

## История
Целью создания нового перевозчика заявлено создание качественного транспортного сообщения между городами Юга России, а также между южным регионом и центром страны. Как юридическое лицо, авиакомпания «Азимут» была зарегистрирована в Краснодаре, но в феврале 2017 года была осуществлена перерегистрация в Ростове-на-Дону. Фактическими владельцами авиакомпании являются Виталий Ванцев, Павел Удод и Павел Екжанов.
Фирменный стиль и ливрея авиакомпании разработаны дизайнерским агентством ASGARD Branding из Санкт-Петербурга. По задумке разработчиков, логотип символизирует солнце, море, небо и южное гостеприимство.
В марте 2017 года были подписаны твёрдые контракты на поставку четырёх воздушных судов Sukhoi Superjet 100, позже был заключён ещё один контракт на четыре воздушных судна этого типа. Поставка законтрактованных самолётов началась в июле 2017 года. В планах компании дальнейшее увеличение парка до шестнадцати самолётов. Лизингодателем выступает Государственная транспортная лизинговая компания (ГТЛК).
18 августа 2017 года компания получила сертификат эксплуатанта, дающий право выполнять полёты. Начиная с 2021 года, в маршрутную сеть должны войти Калининград, Челябинск, Волгоград, Астрахань, Сургут, Геленджик, а также международные маршруты в Ереван, Прагу, Франкфурт-на-Майне, Стамбул и Тель-Авив. 
Авиакомпания использует российскую дистрибутивную систему ORS PSS . 
Из-за ограничений, введённых Росавиацией с 24 февраля 2022 года авиакомпания вместо аэропорта Краснодар (Пашковский) и Ростов-на-дону (Платов), осуществляет рейсы через аэропорты Сочи, Минеральные Воды и Внуково в Москве. 

### Особенности компании
- Флот компании состоит только из российских самолётов типа Sukhoi Superjet 100 и, соответственно, осуществляются ближнемагистральные рейсы без пересадок или среднемагистральные рейсы с промежуточной посадкой.
- Все самолёты компании именные, названные в честь рек России (см. ниже).
- В отличие от многих других авиакомпаний, «Азимут» предоставляет услуги онлайн-регистрации на рейс только на платной основе, что преподносится как плата за возможность выбора места в салоне самолета.
- Ввиду частых задержек, переносов и отмен рейсов «из-за производственной необходимости» (в т.ч. менее чем за предусмотренные нормативами Росавиации 14 дней [14][15][16]), компания имеет сравнительно невысокие оценки в таких массовых публичных сервисах как Яндекс (усреднённая оценка 3,3 по 5 бальной шкале[17]), Tripadvisor (усреднённая оценка 2,5 по 5 бальной шкале[18]) и др.

## Деятельность
Выполнение чартерных рейсов авиакомпания начала в августе 2017 года. С 21 сентября 2017 года авиакомпания начала свою лётную программу из московского аэропорта «Внуково».

### Количество перевезённых пассажиров
2017 год — 72 136 пассажиров (34-е место в России)
2018 год — 669 412 пассажиров (20-е место в России)
2019 год — 1 247 446 пассажиров (18-е место в России)
2020 год — 1 221 638 пассажиров (11-е место в России)
2021 год — 2 093 829 пассажиров
2023 год — 2 321 432 пассажиров

## Маршрутная сеть
Основным хабом для перевозчика является аэропорт «Платов» Ростова-на-Дону. Дополнительным хабом является аэропорт Краснодар. Ранее в качестве дополнительного хаба рассматривался аэропорт Минеральные Воды. С увеличением флота авиакомпании дополнительными хабами могут стать аэропорты Храброво (Калининград) и Сочи. 

В период летней навигации 2018 года авиакомпания выполняет рейсы по следующим маршрутам:
| Пункты отправления        | Пункты назначения | Примечания |
| ------------------------- | --- | ---------- |
| Ростов-на-Дону            | Москва (Внуково), Санкт-Петербург (Пулково), Новосибирск, Махачкала (Уйташ), Самара, Саратов, Сочи, Казань, Уфа, Минеральные Воды, Калининград, Грозный, Тель Авив, Нижний Новгород (Стригино), Симферополь, Волгоград, Нижнекамск, Тюмень, Ереван, Бишкек, Мюнхен, Гюмри, Екатеринбург |            |
| Краснодар (Пашковский)    | Москва (Внуково), Санкт-Петербург (Пулково), Брянск, Воронеж, Ереван, Казань, Калининград, Калуга, Махачкала, Нижнекамск, Нижний Новгород, Омск, Пермь, Самара, Саратов, Симферополь, Тюмень, Уфа, Челябинск, Ярославль                                                                 |            |
| Москва (Внуково)          | Грозный, Элиста, Псков, Ростов-на-Дону |            |
| Санкт-Петербург (Пулково) | Ростов-на-Дону, Краснодар, Элиста, Брянск, Калуга |            |
| Минеральные Воды          | Ростов-на-Дону, Симферополь, Калуга, Астрахань, Челябинск, Тюмень(Рощино), Иваново |            |
| Элиста                    | Москва (Внуково), Ростов-на-Дону, Сочи |            |
| Псков                     | Москва (Внуково), Сочи, Краснодар |            |
| Калуга                    | Санкт-Петербург |            |

## Флот
На июнь 2021 года парк авиакомпании насчитывает пятнадцать воздушных судов, все типа Сухой Суперджет в модификациях LR и Basic. Один лайнер (RA-89036) ранее эксплуатировался в авиакомпании «Ямал», четырнадцать других поставлены с завода имени Ю.А. Гагарина новыми (RA-89079, RA-89080, RA-89085, RA-89093, RA-89094, RA-89095, RA-89096, RA-89120, RA-89149, RA-89121, RA-89136, RA-89139, RA-89179, RA-89180).

### Именные самолёты
В авиакомпании действует программа присвоения самолётам названий рек.

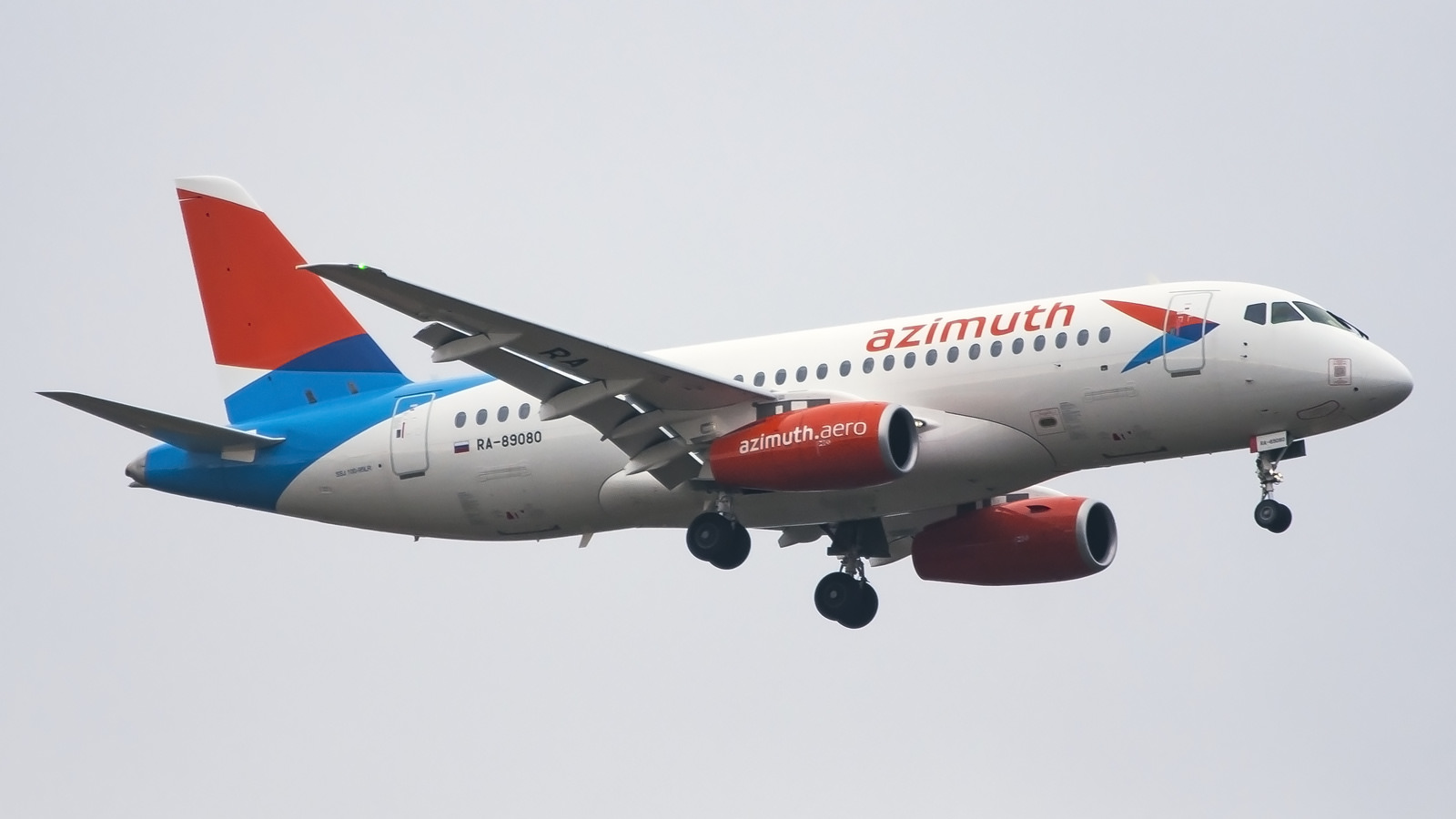
Sukhoi Superjet 100 RA-89080

| №  | Бортовой номер | Название  |
| -- | -------------- | --------- |
| 1  | RA-89036       | Урал      |
| 2  | RA-89079       | Терек     |
| 3  | RA-89080       | Дон       |
| 4  | RA-89085       | Волга     |
| 5  | RA-89093       | Нева      |
| 6  | RA-89094       | Кубань    |
| 7  | RA-89095       | Иртыш     |
| 8  | RA-89096       | Москва    |
| 9  | RA-89120       | Ока       |
| 10 | RA-89121       | Обь       |
| 11 | RA-89136       | Кама      |
| 12 | RA-89139       | Печора    |
| 13 | RA-89149       | Великая   |
| 14 | RA-89179       | Тобол     |
| 15 | RA-89180       | Амур      |
| 16 | RA-89189       | Лена      |
| 17 | RA-89004       | Индигирка |

## Происшествия
Утром 24 ноября 2024 года в аэропорту Красноярска совершил аварийную посадку с неисправной гидравликой передней стойки шасси самолет Sukhoi Superjet 100. Пассажиры и члены экипажа эвакуированы, жертв и пострадавших нет, пожара не возникло.
В тот же день 24 ноября 2024 года при посадке самолета Sukhoi Superjet 100 (бортовой номер RA-89085) в аэропорту Анталии произошел пожар от удара левого двигателя о покрытие ВПП. Пассажиры и члены экипажа эвакуированы, жертв и пострадавших нет. Возникший пожар был оперативно потушен силами пожарной команды аэропорта.